# María Encarna Sanahuja
María Encarna Sanahuja Yll (Barcelona, 6 de febrero de 1948-Tiana, 13 de enero de 2010) fue arqueóloga y profesora de la Universidad Autónoma de Barcelona.

## Biografía
María Encarna Sanahuja Yll nació en Barcelona en 1948. Creció en un ambiente intelectual y abierto. Su madre,  Mercè Yll, era profesora de catalán en la clandestinidad, daba clases en su casa y hacía traducciones. Su padre era el poeta David Sanahuja. Por su casa pasaron grandes figuras de la poesía catalana del momento, como Salvador Espriu, y también jóvenes talentos y gente del barrio.
Hija primogénita del matrimonio, la seguían Eduard y Montse. Estudió en el Liceo Francés, lo que le dio acceso a una cultura más abierta de lo que era habitual en la época franquista. Fue una estudiante brillante y cada curso alcanzaba el Prix d’Excellence.
Su adolescencia estuvo marcada por un suceso trágico. En una excursión escolar, el autocar en el que viajaban sufrió un accidente y cuatro de sus compañeras murieron. A ella le quedó una lesión en la rodilla y un miedo patológico.

### Trayectoria profesional
Estudió Filosofía y Letras y se interesó por la arqueología. Hizo el doctorado en Sicilia, a los 25 años ya era doctora. Inició su actividad política en la ORT (Organización Revolucionaria de Trabajadores). Posteriormente se trasladó a Madrid tras conseguir una plaza en la Universidad Autónoma. Se implicó en la lucha de PNN (Profesores no numerarios), lo que motivó que fuera expulsada de la Universidad, junto a Marina Picazo. A ambas les abrieron expediente y le rescindieron el contrato, pero recurrieron y ganaron.
Regresó a Barcelona y en 1976 se incorporó a la Facultad de Geografía e Historia en el departamento de arqueología y antropología y constituyó un grupo de investigación de base marxista, con el que hizo excavaciones en Mallorca y en Almería. Posteriormente, se trasladó a Nueva York, donde hizo un máster en la Universidad de Columbia para profundizar sus conocimientos sobre medición de huesos. Fue profesora titular del Departamento de Prehistoria de la UAB desde 1987 hasta su muerte el 13 de enero de 2010, de un infarto cerebral. Sus excavaciones y trabajos arqueológicos se centraron principalmente en la Edad del Bronce mediterránea.

### Trayectoria feminista
Relacionada activamente con el movimiento feminista catalán desde sus inicios, participó en la I Jornada del Partido Feminista celebrado en Barcelona en junio de 1979. Estuvo vinculada a la revista Vindicación Feminista y al Partido Feminista de España liderado por Lidia Falcón. Fue una de las fundadoras del Centre Duoda (Estudi de les Dones, 1988) de la Universitat de Barcelona y de la revista Duoda. Igualmente fue presidenta de la Xarxa Feminista de Catalunya.
“Las Primeras Jornades Catalanes de la Dona celebradas en el Paraninfo de la Universidad de Barcelona en 1976 hicieron cambiar el rumbo de su vida.
La trayectoria docente e investigadora de Mª Encarna Sanahuja siempre se caracterizó por una voluntad constante de integrar su compromiso social y político en su actividad académica. Fue una de las pioneras en promover el interés en las disciplinas históricas hacia los problemas de las mujeres, tanto en la programación de docencia como en publicaciones e investigación. Su labor científica, centrada en la arqueología prehistórica, se desarrolló en Cataluña, Baleares, País Valencià, Andalucía y Sicilia. Son destacables sus trabajos en yacimientos como Gatas (Almería), Son Ferragut y Son Fornés (Mallorca). Entre sus aportaciones a la arqueología destacan los análisis sobre medios de trabajo y sobre representaciones figurativas de la prehistoria europea, o sobre relaciones sociales a partir del estudio de necrópolis y unidades domésticas.